# Baribour
Baribour (tiếng Khmer: ស្រុកបរិបូណ៌) là một huyện (srok) ở phía bắc tỉnh Kampong Chhnang ở trung tâm Campuchia. Huyện lỵ là thị trấn Baribour cách tỉnh lị Kampong Chhnang 38 km về phía tây bắc. Huyện có ranh giới với tỉnh Pursat ở phía tây và tỉnh Kampong Thomở phía bắc. Huyện cũng tiếp giáp với hồ Tonlé Sap và sông Tonle Sap ở phía đông bắc và đông.

## Hành chính
| Khum (Xã)           | Phum (Làng)                                                                                 |
| ------------------- | ------------------------------------------------------------------------------------------- |
| Anhchanh Rung       | Anhchanh Rung, Andoung Rovieng, Damrei Koun, Prey Preal, Stueng Thmei, Thlok Chrov          |
| Chhnok Tru          | Chhnok Tru, Kampong Preah, Seh Slab                                                         |
| Chak                | Ta Pang, Pou Mreah, Ou Rumchek, Chak, Dangkhau Mau                                          |
| Khon Rang           | Snao, Daeum Chreae, Serei, Lbaeuk, Kansaeng, Dak Por, Kok, Popel, Trapeang Pou, Kampong Uor |
| Kampong Preah Kokir | Preaek Spean, Kaoh Ta Mov, Stueng Chrov, Damnak Reach                                       |
| Melum               | Srah Kaev, Tuol Thlok, Melum, Kan Yuor, Tuol Roka                                           |
| Phsar               | Kbal Thnal, Kamprong, Phsar, Thmei, Chumteav Botrei, Prey Ta Mung, Phniet                   |
| Pech Changvar       | Tang Thnuem, Tang Trapeang, Lvea, Krang Kakaoh, Tuek Chroab, Thnal                          |
| Popel               | Cheang Luong, Ou, Tuol Pou, Kraol Chi, Bos Meas, Sala Khum, Krang Khmaer, Angk              |
| Ponley              | Ponley, Cheung Khnar, Kaev Lat, Svay Koy, Ou, Cheang Luong                                  |
| Trapeang Chan       | Trapeang Chan, Kandal, Sanlang, Kbal Damrei                                                 |